# Krypto (korsord)
Krypto är en form av korsord där rutorna försetts med siffror motsvarande bokstäver. Inga ledtrådar ges förutom vilka bokstäver några få siffror motsvarar. Det gäller sedan att gissa sig fram till vilka bokstäver övriga siffror motsvarar för att lösa korsordet.